# Toxocarpus bonii
Toxocarpus bonii är en oleanderväxtart som beskrevs av Julien Noël Costantin. Toxocarpus bonii ingår i släktet Toxocarpus och familjen oleanderväxter. Inga underarter finns listade i Catalogue of Life.